# Retrosatan
RetroSatan es una banda de metal argentina formada en 1983, en la localidad de Caseros (Gran Buenos Aires). Influenciados por la NWOBHM(1975) e inspirados por el Shock Rock & Heavy Metal de fines de los 70's, la imagen y puesta en escena en sus presentaciones generaba controversia en el público, al grado de asociarlos al satanismo.

## Historia
El grupo hacía gala de un despliegue escénico teatral y macabro, con explosiones, fuego y sangre, algo bastante inusual para la escena del  Heavy argentino de los años 80', dominada por el Metal Tradicional y ortodoxo.

### Cassette Promocional 86
Su único álbum, Grito mortal, es lanzado en casete de forma independiente en 1987, habiendo grabado con anterioridad un demo de tres canciones, llamado Cassette Promocional 86.

### Grito mortal
Grabado en Estudios Cosmos(ARG) el 19 de septiembre de 1987, Grito mortal en sí no era muy diferente a un demo, su duración era semejante a un álbum, mientras que el sonido era técnicamente deficiente y estaba mal grabado. De todas formas este trabajo adquirió un inesperado status de culto, a tal punto que fue reeditado por la discográfica brasileña Dies Irae Records en edición vinilo de lujo en el año 2005, e incluso Hurling Metal Records(ARG) lo reeditaría en formato CD con bonus tracks en el 2010.

Por aquel entonces, los chilenos Massacre(1982) serían un grupo clave en el proceso de internacionalizar la escena local de Chile. Un 12 de diciembre del 87', para la celebración del South American Death Festival Holocaust III, en la Sala Manuel Plaza de Santiago de Chile, lograrían reunir a las bandas RetroSatan y Vulcano(1981) de Brasil, contactos que les valdrían a futuro varias salidas al extranjero, como Brasil, Uruguay, Argentina y Perú. Este hecho se repetiría en el 88' con el malogrado concierto de los uruguayos Alvacast(1985).

### Principio de los 90' y separación
Durante su existencia, RetroSatan tuvo numerosos cambios en su alineación. Cabe destacar que a partir de las últimas formaciones, tienen nuevas influencias musicales, como la banda alemana Helloween (1978). Se apreciaba claramente un sonido más pulido y claro, mostrando un Metal más rápido en donde las escalas y armonías de las guitarras, sumadas al bajo y la batería, dejaban en claro la solidez y lo compacto del grupo.

Se disolverían hacia 1991, con una fecha en el Viejo Correo, sus integrantes continuarían con otros proyectos musicales.

Se anunciaría una reunión en 2010, aunque esta nunca se llevó a cabo. En el mes de abril de 2015 se hace un homenaje a la banda en el reducto porteño Gier Music, organizado por Hurling Metal Records(ARG). Así, los integrantes originales se reencontrarían después de varios años. Participarían tres miembros originales, Ruben Cuenca en voz, junto a Domingo Felice y Gustavo Fernández, ambos en guitarras. En aquella cita, estaría como espectador (no así como integrante del grupo) el baterista Jorge Sánchez, otro de los músicos originales de Retro.

A partir de aquel momento, dada la repercusión y también las dudas por saber si el encuentro fue casual, la revista y Sello discográfico HMR(ARG), dirigidos por Alfredo "Pocho" Andrade, recibe varias propuestas para que el grupo salga al ruedo nuevamente. Después de varias reuniones, se sumarían al proyecto el baterista Jorge Sánchez, junto a Carlos Casaburi en bajo, y Martin Paulwk en guitarra, quienes habían participado del homenaje.
 
La banda comenzaría con los ensayos, y es desde Chile, donde una vez más, gracias a Alfredo Andrade y Matias Hernández, RetroSatan es convocada para compartir un Tour en las localidades de Valparaíso, Paine, Temuco, y por último Concepción. Compartirían fechas con bandas de la escena chilena tales como Terror Strike, Motosierra, y muchas más. En cada presentación, la banda volcaría su solidez y profesionalismo. En todas las presentaciones el público chileno responde con gran convocatoria, y en cierto modo rendirían tributo al grupo, cantando y coreando cada tema, lo cual demostró que RetroSatan es banda de culto por aquellas tierras.

## Miembros

### Última formación actual
- Ruben Cuenca - Voz (Bloke, Tonelada)
- Jorge A. Sánchez - Batería
- Gustavo Fernández/ Randy - Guitarra
- Claudio Duliba - Guitarra(Jerikó)
- Leandro Galeano - Bajo

### Miembros anteriores
- Damián Peych - Bajo (Legion)
- Daniel Merco - Batería
- Marcelo Bracalante - Bajo (Jeriko, Lovorne, Cinnamun Beloved, Malón)
- Domingo Felicce - Guitarra
- Roberto Batalla - Guitarra
- Luis Santacroce - Guitarra
- Ismael Porcel - Voz (Nepal)
- Adrian Helse - Bajo
- Carlos Casaburi - Bajo (Fantasmal)
- Martin Paulwk - Guitarra (Fantasmal, Xaeclum Nosferatus)
- Giulio Gioriov - Vocal

## Discografía

### EP
- 1986 - Casete Promocional 86 (DEMO)
- 1987 - Grito Mortal (DEMO)
- 1991 - Demo Exclusivo (DEMO)
- 2023 - Juegos Diabólicos

### Compilados
- 2005 - Grito mortal

### Otros
- 1988 - En Vivo - Live Album
- 2015 - Helloween Pub 88 - Live Album